# Свети Атанасий (Сяр)
„Свети Атанасий“ (на гръцки: Ιερός Ναός Αγίου Αθανασίου) е православна църква в източномакедонския град Сяр (Серес), Егейска Македония, Гърция, енорийски храм на Сярската и Нигритска епархия на Вселенската патриаршия.

## История
Църквата е построена в 1992 година на улица „Сарандапорос“ № 44 в едноименния квартал на града на мястото на по-малък параклис от 1940 година, част от енорията „Свети Четиридесет мъченици“. В архитектурно отношение е трикорабна базилика с купол, която на изток завършва с тройна апсида. Храмът е изписан, а иконостасът е резбован. Храмът е осветен на 3 октомври 1999 година от митрополит Максим Серски и Нигритски. До 18 октомври 2004 година е част от енорията „Свети Четиридесет мъченици“.